# Konventionen om minimiålder i industriellt arbete
Konventionen om minimiålder i industriellt arbete (ILO:s konvention nr 5 angående minimiålder i industriellt arbete, Convention Fixing the Minimum Age for Admission of Children to Industrial Employment) är en konvention som antogs av Internationella arbetsorganisationen (ILO) den 28 november 1919 i Washington DC. Konventionen förbjuder, med vissa undantag, unga under 14 år att jobba i industrin. Konventionen består av 14 artiklar.

## Ratificering
Konventionen har ratificerats av 72 länder, varav 70 länder har sagt upp den i efterhand.